# Episymploce daksongensis
Episymploce daksongensis är en kackerlacksart som beskrevs av Roth, L. M. 1987. Episymploce daksongensis ingår i släktet Episymploce och familjen småkackerlackor.
Artens utbredningsområde är Vietnam. Inga underarter finns listade i Catalogue of Life.